# Lexus
Lexus je znamka luksuznih in športnih avtomobilov v lasti japonskega podjetja Toyota.
Zasnovana je bila za trg Združenih držav Amerike kot konkurent nemškim znamkam Audi, BMW in Mercedes-Benz ter domači znamki Cadillac, avtomobile pa je začela prodajati septembra 1989 z dvema modeloma, veliko limuzino LS 400 in nekoliko manjšo limuzino ES 250.
Leta 1990 je bila uvedena tudi v nekaterih evropskih državah, v prvotni ponudbi pa je bil le model LS 400. V naslednjem desetletju je začela ponujati tudi športne kupeje ter limuzine in športne terence različnih velikosti. V prvem desetletju 21. stoletja je bila ena prvih znamk, ki so na evropskem trgu ponujale hibridne avtomobile.
Danes je prisotna v več kot 90 državah po vsem svetu. Kljub temu je še naprej osredotočena na severnoameriški trg. V Združenih državah Amerike je celo postala najbolj prodajana znamka luksuznih avtomobilov, na evropskem trgu pa se ji ni uspelo približati prodajnim rezultatom nemških konkurentov. Na slovenskem trgu je prisotna od leta 2007.

## Zgodovina
Pri Toyoti so znamko Lexus zasnovali v času, ko sta lastni znamki luksuznih avtomobilov načrtovali tudi pri Hondi z Acuro in pri Nissanu z Infinitijem. Toyotin projekt razvoja velike limuzine se je začel leta 1983, ko je ustanovitelj podjetja Eidži Tojoda izzval zaposlene k oblikovanju najboljšega avtomobila na svetu. Projekt je imel kodno ime F1, kar je bila kratica za Flagship One (angleško 'zastavonoša ena'). Navdih za novo veliko limuzino sta bila obstoječa Toyotina modela za japonski trg, limuzina Mark II in športni kupe Supra. Iz projekta F1 se je porajal Lexusov prvi avtomobil, imenovan LS 400.
Leta 1988 je bil predstavljen logotip, kmalu zatem pa je bilo izbranih prvih 80 prodajalnih salonov v Združenih državah Amerike, kjer se je prodaja modela LS 400 začela septembra 1989. V začetni ponudbi je bila tudi limuzina srednje velikosti, imenovana ES 250. Na trgu Združenih držav Amerike je skupna prodaja teh dveh avtomobilov v prvem letu presegla 60.000 primerkov, do leta 1991 pa je Lexus postal najbolj prodajana tuja znamka luksuznih avtomobilov. Kljub temu, da ostaja osredotočena na severnoameriški trg, je danes prisotna v več kot 90 državah po vsem svetu. V nekaterih evropskih državah je bila predstavljena že leta 1990, v začetku pa je ponujala le model LS 400. V Sloveniji se je prodaja začela leta 2007.
Toyota je v desetletju po začetku prodaje prvih dveh modelov postopoma razširila ponudbo avtomobilov znamke Lexus, ki je leta 1999 prodala svoje milijonto vozilo na trgu Združenih držav Amerike. Ob tem zgodovinskem mejniku je ponudba Lexusovih avtomobilov na severnoameriškem trgu vključevala štiri limuzine, dva športna terenca in en športni kupe. Najmanjša limuzina je bila IS, srednje veliki sta bili ES in GS, največja pa je bila LS. Športna terenca sta bila manjši RX in večji LX, ki je temeljil na Toyotinem modelu Land Cruiser, športni kupe pa je bil na voljo v različicah SC 300 in SC 400. Aprila 2000 je bil na avtomobilskem salonu v New Yorku predstavljen Lexusov prvi kabriolet, imenovan SC 430, ki je imel trdo zložljivo streho, s čimer je bil pravzaprav kombinacija kupeja in kabrioleta. Ko je SC 430 v Lexusovi ponudbi v začetku leta 2001 nadomestil modela SC 300 in SC 400, je bil sploh eden prvih luksuznih avtomobilov s trdo zložljivo streho v množični proizvodnji.
Lexus se je v prvih letih 21. stoletja uveljavil kot najbolj prodajana znamka luksuznih avtomobilov v Združenih državah Amerike. Poleg tega je bil športni terenec RX v tem času na tamkajšnjem trgu najbolj prodajan avtomobil v svojem razredu. Med letoma 2000 in 2020 je prodaja Lexusovih vozil v Združenih državah Amerike redno presezala 200.000 in tudi 300.000 primerkov na leto, znamka pa je bila do leta 2011 v enajstih zaporednih letih najbolj prodajana med vsemi luksuznimi znamkami na ameriškem avtomobilskem trgu. Na evropskem trgu je Lexus šele leta 2016 prvič v svoji zgodovini prodal več kot 44.000 avtomobilov v enem letu, kar se je nadaljevalo tudi v naslednjih letih.
Na Japonskem je Toyota znamko Lexus uvedla šele leta 2005. Do tega trenutka je vse Lexusove modele na domačem trgu ponujala pod znamko Toyota. Lexus je bil prva luksuzna znamka nekega japonskega proizvajalca avtomobilov, ki je bila prisotna tudi na domačem trgu. Sicer so bili med letoma 1989 in 2003 vsi Lexusovi avtomobili proizvajani v Toyotinih tovarnah na Japonskem. Septembra 2003 je bila odprta prva Lexusova tovarna v tujini, ko se je začela proizvodnja športnega terenca RX v Kanadi.
Leta 2005 so pri Lexusu začeli predstavljati hibridne avtomobile, ki jih je poganjal sklop bencinskega in električnega motorja. Prvi hibridni model v Lexusovi ponudbi je bil športni terenec RX 400h. Leta 2006 je sledila limuzina srednje velikosti GS 450h, nato pa leta 2007 velika limuzina LS 600h. Še en hibridni model je bil CT 200h, ki je bil ob predstavitvi leta 2010 tudi prvi kompaktni avtomobil v Lexusovi ponudbi. Okoli leta 2015 je bilo hibridnih 98 odstotkov vseh avtomobilov, ki jih je Lexus prodal na evropskem trgu.
Leta 2007 so pri Lexusu predstavili športno znamko F, ki označuje najbolj zmogljive različice posameznih modelov, s čimer je primerljiva z znamko M pri BMW-ju ali znamko AMG pri Mercedes-Benzu. Del znamke F je tudi ponudba športnih dodatkov z imenom F Sport, ki so na voljo kupcem vseh novih avtomobilov znamke Lexus. Prvi model, ki je bil na voljo v različici F, je bila najmanjša limuzina IS. Znamka F je vključevala tudi predstavitev Lexusovega prvega superavta leta 2009, ki je bil imenovan LFA in izdelan v 500 primerkih.
Leta 2013 so pri Lexusu predstavili nov športni kupe, imenovan RC. Ta je bil v začetku naslednjega leta 2014 na avtomobilskem salonu v Detroitu predstavljen tudi v različici F. Na naslednjem avtomobilskem salonu v Detroitu v začetku leta 2015 je bila predstavljena tudi visokozmogljiva različica srednje velike limuzine, imenovana GS F.
Marca 2018 je bil na avtomobilskem salonu v Ženevi predstavljen nov športni terenec UX, ki je ob začetku prodaje v naslednjem letu 2019 prevzel položaj najmanjšega avtomobila v Lexusovi ponudbi. Proti koncu leta 2018 se je po 25 letih končala prodaja limuzin srednje velikosti GS, kot naslednika pa je Lexus evropskemu trgu prvič v svoji zgodovini predstavil limuzino z imenom ES. Ko je novembra 2019 na avtomobilskem salonu v Guangdžovu predstavil svoj najmanjši športni terenec v različici UX 300e in napovedal začetek prodaje v naslednjem letu 2020, je Lexus prvič v svoji zgodovini v množično proizvodnjo uvedel povsem električno vozilo.
Leta 2021 je ponudba Lexusovih avtomobilov na evropskem trgu vključevala limuzini ES in LS, športne terence UX, NX in RX ter športna avtomobila RC in LC. Aprila 2022 je bil predstavljen nov športni terenec RZ 450e, ki je bil kot prvi avtomobil v zgodovini znamke Lexus od začetka zasnovan le kot električno vozilo.

## Galerija
- LS 400, Lexusov prvi avtomobil
- Lexus RX 300, letnik 1998
- Lexus IS 200, letnik 1999
- SC 430, Lexusov prvi kabriolet
- Lexus LFA
- CT 200h, Lexusov prvi kompaktni avtomobil
- Lexus LS 600h na avtomobilskem salonu v Parizu leta 2012
- Lexus RC F na avtomobilskem salonu v Ženevi leta 2014
- Lexus GS 300h na avtomobilskem salonu v Ženevi leta 2014
- Lexus LC 500h na avtomobilskem salonu v Ženevi leta 2016
- Lexus ES 300h na avtomobilskem salonu v Parizu leta 2018
- Lexus RC 300h na avtomobilskem salonu v Parizu leta 2018